# 微生物燃料電池
微生物燃料電池（Microbial fuel cell; MFC）とは、微生物を利用して有機物（燃料）を電気エネルギーに変換する装置である。微生物燃料電池は燃料（有機物の溶液）に陽極（アノード）と陰極（カソード）が浸されている。アノードでは、燃料（有機物）が微生物により酸化分解される時に発生する電子を電極で回収する。その電子は外部回路を経由してカソードに移動する。移動した電子はカソードで、酸化剤の還元反応により消費される。アノードでおきる化学反応とカソードで起きる化学反応の酸化還元電位（電子を授受する能力）の勾配に従い電子が流れる。二つの極の電位差と外部回路を流れる電流の積に相当するエネルギーが外部回路において得られる。廃棄物バイオマスなどのエネルギー利用を可能にするものとして期待されている。なお、アノードの反応で副次的に生じる水素イオンは電極内の膜（陽イオン交換膜）を通過してカソードに到達する。水素イオンは、カソードで電子および酸素と反応して水を生じる。
MFCは、媒介型と非媒介型の2種類に大別される。20世紀初頭に実証された最初のMFCは、細胞内のバクテリアから陽極に電子を移動させる化学物質であるメディエーターを人工的に添加していた。非媒介型MFCは1970年代に登場した。このタイプのMFCでは、細菌の外膜にシトクロムなどの電気化学的に活性な酸化還元タンパク質が存在し、電子を直接陽極に移動させることができる。21世紀に入ってから、MFCは主に廃水処理で実用化され始めた。
また、土壌を利用した微生物燃料電池は、微生物学、地球化学、電気工学などの複数の科学分野を網羅しており、土壌や冷蔵庫の中にあるものなど、身近な材料で作ることができるため、教育ツールとしても有効である。実際に、家庭や学校で利用できる実験キットが販売されている。